# Phrynobatrachus pallidus
Espèce
Statut de conservation UICN

 LC  : Préoccupation mineure
Phrynobatrachus pallidus est une espèce d'amphibiens de la famille des Phrynobatrachidae.

## Répartition
Cette espèce se rencontre :
- en Tanzanie entre Dar es Salam et Tanga, et, vers l'intérieur des terres, jusqu'au pied des monts Usambara ;
- au Kenya dans la province de Côte.

## Publication originale
- Pickersgill, 2007 : Frog Search. Results of Expeditions to Southern and Eastern Africa from 1993-1999. Frankfurt Contributions to Natural History, vol. 28, p. 1-574, Édition Chimaira.